# سينما السنغال

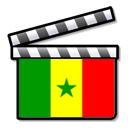
سينما السنغال

تُشير سينما السنغال إلى صناعة السينما في السنغال.
شهدت السينما السنغالية أوجها من الستينيات وحتى أوائل الثمانينيات، في وجود مخرجين مثل عثمان سمبين وجبريل ديوب مامبيتي وصافي فاي. لكنها تراجعت منذ ذلك الحين إلى أقل من خمسة أفلام روائية تم إنتاجها في السنوات العشر الماضية.

## تاريخ

### الأفلام المبكرة: 1955-1969
تم إنتاج أول فيلم سنغالي، وهو فيلم (Afrique sur Seine) للمخرج بولين سومانو فييرا سنة 1955. واستمرّ فييرا في إخراج عدد من الأفلام القصيرة.
ومع ذلك، لم تبدأ الصناعة في التطور إلا بعد استقلال السنغال. أصبح الكاتب عثمان سمبين أحد المخرجين البارزين في البلاد خلال هذه الفترة بتحويل العديد من قصصه القصيرة إلى أفلام. كان مهتمًا بشكل خاص بالتغيير الاجتماعي، ورأى السينما وسيلة للوصول إلى جمهور أوسع. في عام 1963، أنتج سمبين فيلمه الأول، وهو فيلم قصير مدته 20 دقيقة بعنوان (Barom Sarret). غالبًا ما يُعتبر أول فيلم يتم إنتاجه في إفريقيا من قبل أفريقي أسود، ويصور الحياة الفقيرة التي لا تزال سائدة في السنغال بعد الاستقلال، من خلال الروتين اليومي لسائق سيارة أجرة.
في عام 1964 قام بعمل فيلم قصير آخر بعنوان (Niaye). في عام 1966، أنتج فيلم الفتاة السوداء، وهو فيلمه الطويل الأول، والأول في السنغال، وتستند حبكته إلى إحدى قصصه القصيرة. كما أصبح أول فيلم روائي طويل يُصْدره مخرج أفريقي جنوب الصحراء. على الرغم من أن الفيلم الناطق باللغة الفرنسية مدته 60 دقيقة فقط، فقد فاز بجائزة جان فيغو، مما جذب الانتباه الدولي الفوري لكل من الفيلم في السنغال والسينما الأفريقية بشكل عام. تبع سمبين هذا النجاح مع فيلم (Mandabi) عام 1968، محققًا هدفه في إنتاج فيلم بلغته الأم الوُلوفية.

### السبعينيات: «السنوات الذهبية»
خلال السبعينيات تطورت صناعة السينما. في عام 1971، صنع سمبين فيلم (Emitaï) بلغة الجولا والفرنسية. كما أصدر المخرج جبريل ديوب مامبيتي خلال هذه الفترة عددًا من الأفلام ذات المعنى الاجتماعي العميق. مثل العديد من معاصريه، استخدم جبريل ديوب مامبيتي الوسيلة السينمائية للتعليق على الظروف السياسية والاجتماعية في إفريقيا، ومثل سيمبين، كانت أفلامه غير تقليدية، وسريالية، وسريعة الإيقاع، وذات روايات واقعية اجتماعية.
في أفلامه، واجه مامبيتي وانخرط في التعقيدات والتناقضات في المجتمع الناشئ في السنغال الذي يصور التهجين. أقدم أفلام مامبيتي، هو فيلم قصير بعنوان (Contras City) سنة 1968، وأول فيلم طويل له هو توكي بوكي سنة 1973. في عام 1970، أصدر مامبيتي كتابه القصير (Badou Boy)، ويتضمّن نظرة ساخرة على عاصمة السنغال عبر تصوير شخص غير ملتزم ضد شرطي كاريكاتوري شديد يلاحقه من خلال سيناريوهات كوميدية غير محتملة.
اكتسبت صناعة السينما زخماً في عام 1975 بإصدار الأفلام الشهيرة مثل (Kaddu Beykat) من إخراج صافي فاي، و(Xala) للمخرج عثمان سمبين. تبع ذلك فيلم (Ceddo) سنة 1977، وهو فيلم تلقى الكثير من الرقابة داخل السنغال بسبب موضوعه.
ظهرت صافي فاي لأول مرة في عام 1972 مع فيلمها القصير (La Passante) الذي قامت ببطولته أيضًا، شجعها عالم الإثنولوجيا والمخرج الفرنسي جان روش على استخدام صناعة الأفلام كأداة إثنوغرافية. أقنعها بمتابعة تعليمها في إنتاج الأفلام. درست الإثنولوجيا في المدرسة التطبيقية للدراسات العليا (باريس) ثم في مدرسة لوميير للسينما وجمعت الأموال اللازمة لإنتاج الأفلام. حصلت على درجة الدكتوراه في الإثنولوجيا من جامعة باريس عام 1979 وبدأت على الفور في دراسة إنتاج الفيديو في برلين. حصلت على دعم مالي لفيلم (Kaddu Beykat) من وزارة التعاون الفرنسية وأصبح أول فيلم روائي طويل تصنعه امرأة من إفريقيا جنوب الصحراء يتم توزيعه تجاريًا، كما حصل على اعتراف دولي. عند إطلاقه تم حظره في السنغال. في عام 1976 فازت بجائزة الاتحاد الدولي للنقاد السينمائيين وجائزة الرابطة الكاثوليكية العالمية للاتصالات.
في السبعينيات أيضًا، بدأ الصحفي بن ديوجاي بيي تصوير سلسلة من الأفلام القصيرة في السنغال. كان أول فيلم له (Les Princes Noirs de Saint Germain-des-Près)، الذي صدر في عام 1972، هو أيضًا أشهر أعماله. يُصوّر شابا أفريقيا عاطلا عن العمل يحاول العيش بشكل مختلف في العاصمة الفرنسية. صدر فيلمه الثاني (Samba Tali) مطلع عام 1975. حصل على جائزة أفضل فيلم قصير في مهرجان الفيلم الفرانكفوني الدولي بجنيف عام 1975، وأيام قرطاج السينمائية عام 1976.

### من الثمانينيات حتى الوقت الحاضر: تراجع إنتاج الأفلام
بحلول عام 1980، كانت الدولة تنتج خمسة أفلام طويلة في السنة والعديد من الأفلام القصيرة. أنتج بيي وأخرج فيلمه الطويل الأول (Sey, Seyti) في عام 1980.
واصلت صافي فاي الإخراج في الثمانينيات مع فيلم (Man Sa Yay) في 1980 و(Les âmes au Soleil) في عام 1981. في عام 1983، أخرجت فاي الفيلم الوثائقي (Selbé: One Among Many).
على الرغم من أنها استمرت في إخراج الأفلام في الثمانينيات، مع إصدارات لاحقة مثل (Racines noires) و(Elsie Haas)، و(femme peintre et cinéaste d'Haiti) في عام 1985 و(Tesito) في عام 1989، إلا أن أفلامها، التي غالبًا ما تكون مثيرة للجدل محليًا، عُرضت في أوروبا ولكن نادرًا ما كانت تُعرض في السنغال أو إفريقيا.[بحاجة لتوضيح] بعد عام 1983 شهدت السينما السنغالية نراجعا كبيرًا، ويرجع ذلك جزئيًا إلى نقص التمويل المحلي. كان المخرجون مثل سمبين أثرياء بما يكفي لمواصلة إنتاج الأفلام، حيث واصل بفيلم (Camp de Thiaroye) سنة 1987 و(Guelwaar) سنة 1992، لكن البلاد كانت تفتقر إلى الموارد المحلية والتمويل اللازمين لتطوير الصناعة وتحقيق إمكاناتها. حتى اليوم في السنغال العديد من المصورين السينمائيين والأشخاص الذين لديهم معرفة بإنتاج الأفلام، لا سيما في داكار، ليس لديهم موارد. أي فيلم تم إنتاجها منذ ذلك الحين تم تمويله بالكامل تقريبًا من الخارج وعرضه في المهرجانات السينمائية الدولية بدلاً من السنغال.
ومع ذلك ، سيستمر سمبين في إخراج العديد من الأفلام الروائية، بفضل الاستثمار المستمر في أفلامه من قبل شركات الأفلام الأمريكية مثل (New Yorker Films). في عام 2000 أخرج فيلم (Faat Kiné) الذي قدم رؤية نقدية مهمة للسنغال الحديثة ما بعد الاستعمار، ودور المرأة في ذلك المجتمع. يتناول الفيلم موضوعات الحمل خارج إطار الزواج والزنا، كما يبحث في التناقضات بين الطبقات المتوسطة والدنيا والفقر مع التوزيع غير المتكافئ للثروة، والحداثة، والصراعات في القيم بين الماضي والحاضر في السنغال. أخرج سمبين فيلمه الأخير في عام 2004 بعنوان مولادي. وقد فاز بجوائز في مهرجان كان السينمائي والمهرجان الأفريقي للسينما والتلفزيون في واغادوغو ببوركينا فاسو. وقد تطرّق الفيلم موضوع ختان الإناث.